# Делта (ракета)
Вижте пояснителната страница за други значения на Делта.
Делта е вид модулируема ракета-носител на САЩ, която от 1960 г. се превръща в основно средство за извеждане на обекти в космическото пространство.
Първата ракета от този тип е произведена през 1960 г. и оттогава е претърпяла множество модификации. Първото изстрелване на ракетата е на 13 май 1960 г., но то е неуспешно, а първото успешно извеждане в орбита се осъществява на 12 август същата година.
Съществуват 4 основни групи ракети Делта
- Делта (наричана още Делта I, за да се отличава от останалите) – основна група
- Делта II – в употреба от 1989 г.
- Делта III – в употреба от 2000 г.
- Делта IV – в употреба от 2002 г.

## Делта
Първоначално базирана на проект за военна ракета, Делта се превръща в средство за изстрелване на комуникационни, метеорологични и научни спътници, както и лунни сонди в началото на 60-те години. За повече от 40 години Делта има 95% успех, над 300 полета до днес и още около 20 запланувани до края на 2008 г.

## Делта II
Група ракети тип Делта, произведени от Боинг и в употреба от 1989 г. Основната задача на Делта II е извеждането на GPS спътниците от тип блок II. Този тип ракети са извели апарати на над 115 проекта, между които и няколко мисии към Марс.

## Делта III
Група ракети тип Делта, произведени от Боинг и пуснати в употреба за първи път на 21 август 2000 г. Основната цел на този вид ракети е била да попълни нарастващата необходимост от ракети Делта II за извеждане на различни спътници орбита. Делта III е проектирана като сравнително евтина за производство ракета с двойно по-голям полезен товар. Тази ракета е имала само три изстрелвания, две от които са се провалили, а третата не е носила никакъв полезен товар. Поради тази прична бързо е била заместена от Делта IV.

## Делта IV
Група ракети тип Делта, произведени от Боинг първоначално за военни цели, а по-късно и за комерсиални. Първата ракета от този тип е пусната на 20 ноември 2002 г. Съществува в пет основни версии: 4 средни и една тежка.